# Желимир Теркеш
Желимир Теркеш (хорв. Želimir Terkeš, нар. 8 січня 1981, Чапліна, СФРЮ) — боснійський футболіст, нападник.

## Клубна кар'єра
Теркеш розпочав свій футбольний шлях у молодіжній команді з рідного міста, «Чапліна», після чого перейшов до молодіжної команди хорватського клубу «Загреб». Тим не менше, Желимир не зміг вибороти місця в першій команді, тому повернувся на Батьківщину, де спочатку став гравцем рідного ФК «Чапліна», а потім й «Зриньські» (Мостар). В цей час отримував запрошення від молодіжної збірної Боснії і Герцеговини. Зрештою через півтора року повернувся до Першої ліги Хорватії, підписавши контракт з клубом «Інтер» (Запрешич). Так і не ставши основним гравцем команди, влітку 2004 року перейшов до «Задара», проте за підсумками сезону його нова команда вилетіла до нижчого дивізіону. Продемонструвавша впевнену гру в Другій лізі Хорватії, вже через два сезони допоміг клубу повернутися до еліти хорватського футболу. Найкращим в його кар'єрі став сезон 2007/08 років. З 21-им голом Теркеш став найкращим бомбардиром турніру, випередивши на 3 м'ячі гравця «Рієки» Радомира Джаловича та на 4-голи нападника сплітського «Хайдука» Николу Калинича, а також відзначився 7-ма гольовими передачами, при чому в проміжку з 24 по 29-ий тур Желемир відзначився 10-ма голами та 3-ма гольовими передачами. Гра Желемира привернула до нього увагу закордонних клубів. Однак Теркеш залишився в «Задарі», але після перенесеної операції так і не зміг повністю повернути собі колишню форму. Внаслідок важкої травми протягом наступних двох сезонів у 66-ти зіграних матчах відзначився лише 14-ма голами. У березні 2011 року він домовився про свій перехід до клубу китайської Ліги 1 «Чунцин Ліфань», а в своєму останньому матчі в футболці «Задара» відзначився єдиним голом у переможному (1:0) поєдинку проти «Локомотиви». У грудні 2013 року після успішного перегляду підписав контракт з клубом малайзійської Суперліги «Перак».
28 лютого 2014 року Теркеш приєднався до команди індонезійської Суперліги «Персіджа», підписавши річний контракт.

## Кар'єра в збірній
1 червня 2008 року дебютував у футболці національної збірної Боснії і Герцеговини в товариському поєдинку проти Азербайджану.

## Досягнення

### Особисті
- Найкращий бомбардир чемпіонату Хорватії (1): 2007/08